# Trần Văn Cần
Trần Văn Cần (sinh năm 1962) là chính khách Việt Nam. Ông từng là Chủ tịch Ủy ban nhân dân tỉnh Long An khóa IX, nhiệm kỳ 2016–2021. Trong Đảng Cộng sản Việt Nam, ông từng là Phó Bí thư Tỉnh ủy, Bí thư Ban cán sự Đảng UBND tỉnh Long An.

## Lý lịch và học vấn
Trần Văn Cần sinh ngày 1 tháng 1 năm 1962, quê quán xã Hiệp Thạnh, huyện Châu Thành, tỉnh Long An;
Ngày vào Đảng Cộng sản Việt Nam: 20/02/1985;
Trình độ:
- Học vấn: Đại học[2]
- Chuyên môn: Đại học Xây dựng Đảng và chính quyền nhà nước[2]
- Chính trị: Cao cấp lí luận chính trị[2]

## Sự nghiệp
Sáng ngày 16/10/2015, Đại hội Đại biểu Đảng bộ tỉnh Long An lần thứ X, nhiệm kỳ 2015-2020 đã bầu Trần Văn Cần giữ chức vụ Phó Bí thư Tỉnh ủy Long An.
Ngày 26/5/2016, Ủy ban bầu cử tỉnh Long An ban hành Nghị quyết 180/NQ-UBBC, công bố người trúng cử đại biểu Hội đồng nhân dân tỉnh Long An, khóa IX, nhiệm kỳ 2016 - 2021. Theo đó ông Trần Văn Cần đã trúng cử Đại biểu Hội đồng nhân dân tỉnh, thuộc đơn vị bầu cử số 08
huyện Châu Thành.
Chiều ngày 30/5/2016, Ủy ban bầu cử tỉnh Long An đã công bố kết quả những người trúng cử Đại biểu Quốc hội khóa XIV đơn vị tỉnh Long An. Theo đó ông Trần Văn Cần, đơn vị bầu cử số 2, gồm thành phố Tân An và các huyện: Châu Thành, Tân Trụ, Cần Đước, Cần Giuộc, đã không trúng cử Đại biểu Quốc hội.
Sáng ngày 17/6/2016, Hội đồng nhân dân tỉnh Long An khóa IX, nhiệm kỳ 2016-2021 đã tổ chức kỳ họp thứ nhất, bầu Trần Văn Cần, Phó Bí thư Thường trực Tỉnh ủy, giữ chức vụ Chủ tịch Ủy ban nhân dân tỉnh Long An khóa IX, nhiệm kỳ 2016-2021, với tỉ lệ 98,33% phiếu đồng ý.
Ngày 6/7/2016, Thủ tướng Nguyễn Xuân Phúc đã ký quyết định 1261/QĐ-TTg phê chuẩn kết quả bầu Chủ tịch Ủy ban nhân dân tỉnh Long An nhiệm kỳ 2016 - 2021 đối với ông Trần Văn Cần, Phó Bí thư thường trực Tỉnh ủy Long An.